# Campionato sudamericano per club (pallavolo femminile)
Il campionato sudamericano per club è una competizione pallavolistica per squadre di club sudamericane femminili, organizzata con cadenza annuale dalla CSV.

## Edizioni
| Edizione      | Edizione             | Podio          | Podio                | Podio             |
| Anno          | Sede della finale    | Campione       | Seconda              | Terza             |
| ------------- | -------------------- | -------------- | -------------------- | ----------------- |
| 2009 Dettagli | Lima                 | Osasco         | Rio de Janeiro       | Boca Juniors      |
| 2010 Dettagli | Lima                 | Osasco         | Deportivo Géminis    | Banco Nación      |
| 2011 Dettagli | Osasco               | Osasco         | Universidad Católica | CDU San Francisco |
| 2012 Dettagli | Osasco               | Osasco         | Boca Juniors         | UCB               |
| 2013 Dettagli | Lima                 | Rio de Janeiro | César Vallejo        | Boston College    |
| 2014 Dettagli | Osasco               | Sesi           | Osasco               | Boca Juniors      |
| 2015 Dettagli | Osasco               | Rio de Janeiro | Osasco               | San Martín        |
| 2016 Dettagli | La Plata             | Rio de Janeiro | San Martín           | Villa Dora        |
| 2017 Dettagli | Uberaba e Uberlândia | Rio de Janeiro | Praia Clube          | San Martín        |
| 2018 Dettagli | Belo Horizonte       | Minas          | Rio de Janeiro       | Regatas Lima      |
| 2019 Dettagli | Belo Horizonte       | Minas          | Praia Clube          | San Lorenzo       |
| 2020 Dettagli | Uberlândia           | Minas          | Praia Clube          | San Lorenzo       |
| 2021 Dettagli | Brasilia             | Praia Clube    | Minas                | Brasília          |
| 2022 Dettagli | Uberlândia           | Minas          | Praia Clube          | Bauru             |
| 2023 Dettagli | Uberlândia           | Praia Clube    | Minas                | Bauru             |
| 2024 Dettagli | Bauru                | Minas          | Praia Clube          | Bauru             |
| 2025 Dettagli | Belo Horizonte       | Praia Clube    | Alianza Lima         | Minas             |

## Palmarès per club
| Squadra        | Titolo | Edizione                     |
| -------------- | ------ | ---------------------------- |
| Minas          | 5      | 2018, 2019, 2020, 2022, 2024 |
| Osasco         | 4      | 2009, 2010, 2011, 2012       |
| Rio de Janeiro | 4      | 2013, 2015, 2016, 2017       |
| Praia Clube    | 3      | 2021, 2023, 2025             |
| Sesi           | 1      | 2014                         |

## Palmarès per nazioni
| Nazione | Titolo |
| ------- | ------ |
| Brasile | 17     |